# Thuidium hygrophilum
Thuidium hygrophilum är en bladmossart som beskrevs av Accepted name, Jahrb. Naturhist. Landesmus. Karnten. Thuidium hygrophilum ingår i släktet tujamossor, och familjen Thuidiaceae. Inga underarter finns listade i Catalogue of Life.